# Édouard Millaud
Pour les articles homonymes, voir Millaud.
Édouard Millaud, né à Tarascon le 7 septembre 1834 et décédé à Paris le 16 mai 1912, est un avocat général de Lyon et un homme politique français.

## Biographie
De parents israélites, il est étudiant à la faculté de droit de Paris et devient en 1856 avocat au barreau de Lyon. Il collabore aux journaux républicains et, le 10 septembre 1870, est nommé premier avocat général à Lyon. Il remplit par intérim les fonctions de procureur général, mais donne sa démission en mai 1871 après avoir refusé d'engager des poursuites contre les journaux républicains. Aux élections complémentaires du 2 juillet 1871, il est élu député du Rhône à l'Assemblée nationale, en remplacement du général Trochu qui a opté pour un autre département ; il siège à l'extrême gauche, adhère à l'Union républicaine.
Pour ce qui est de ses prises de position à l'Assemblée Nationale, il dépose une proposition tendant à la vente et à la saisie des biens de Napoléon III pour payer les frais de guerre, et vote contre la pétition des évêques, contre le pouvoir constituant, pour le service de trois ans, contre la démission de Thiers, contre le septennat, contre le ministère de Broglie, pour les lois constitutionnelles de 1875.
Partisan du libre-échange, il est l'un des fondateurs de la Société d'économie politique de Lyon.

## Écrits
- Étude sur l'orateur Hortensius (1859)
- Daniel Manin, jurisprudence Vénète, lois et coutumes de Venise (1867)
- De la réorganisation de l'armée (1867)
- Le soufflet : Devons-nous signer la paix ? (1871).

## Carrière politique
- Ministre des Travaux publics du 4 novembre 1886 au 29 mai 1887 dans le Gouvernement Charles de Freycinet (3) et Gouvernement René Goblet.
- Élu député du Rhône en 1871. Réélu en 1876 et 1877.
- Élu sénateur du Rhône du 14 mars 1880 au 16 mai 1912.